# 孝懿皇后 (金)
孝懿皇后（こういこうごう、1147年 - 1191年）は、金の皇太子完顔允恭（顕宗）の正妃。章宗の母。姓は徒単氏（とぜんし）。

## 生涯
徒単貞の娘。落ち着いた性格で、やり手の女性だったという。
徒単貞は迪古乃（後の海陵王）の同母妹と結婚し、熙宗を弑逆して海陵王を擁立する企てに加担した。世宗が即位すると、徒単貞は世宗に謁見し、帰順した。世宗は満足した。
大定4年（1164年）、皇太子允恭（後年、顕宗の廟号を追贈された）の妃に選ばれた。徒単氏自身は家族誅滅の憂き目に遭うことをおそれ、ときどきに父に諫言した。大定22年（1182年）11月丙子、熙宗殺害の責を問われ、徒単貞夫婦は2人の男子と共に処刑されたが、太子妃の位は変わらなかった。
允恭は父帝に先立ち大定25年（1185年）に病死したが、4年後に章宗が即位すると徒単氏は皇太后となり、隆慶宮と称した。老荘を好み、清らかで気持ちは安らかであった。
明昌2年（1191年）正月、崩御した。「孝懿」と諡されて、顕宗と合葬された。

## 子女
- 完顔麻達葛（章宗）

## 伝記資料
- 『金史』